# Monachocrinus paradoxus
Monachocrinus paradoxus is een haarster uit de familie Bathycrinidae.
De wetenschappelijke naam van de soort werd in 1909 gepubliceerd door Austin Hobart Clark.